# Ejn Tamar
Ejn Tamar (hebrejsky עֵין תָּמָר, doslova „Pramen Tamar“, v oficiálním přepisu do angličtiny En Tamar, přepisováno též Ein Tamar) je vesnice typu mošav v Izraeli, v Jižním distriktu, v Oblastní radě Tamar.

## Geografie
Leží v nadmořské výšce 340 metrů pod úrovní moře na jižním břehu Mrtvého moře na severním konci vádí al-Araba. Západně od obce se prudce zvedá aridní oblast pouště Negev.
Obec se nachází 110 kilometrů od břehu Středozemního moře, cca 137 kilometrů jihovýchodně od centra Tel Avivu, cca 93 kilometrů jihojihovýchodně od historického jádra Jeruzalému a 65 kilometrů jihovýchodně od města Beerševa. Ejn Tamar obývají Židé, přičemž osídlení v tomto regionu je etnicky převážně židovské. Obec je jen 2 kilometry vzdálena od mezinárodní hranice mezi Izraelem a Jordánskem.
Ejn Tamar je na dopravní síť napojen pomocí lokální silnice 2499, která severozápadně od mošavu ústí do dálnice číslo 90.

## Dějiny
Ejn Tamar byl založen v roce 1982. Název dostal podle stejnojmenného pramenu, který tu vyvěrá. Zakladatelská skupina sestávala z patnácti rodin, které zpočátku pobývali v provizorních příbytcích. V roce 2000 se vesnice posunula do nynější trvalé polohy.
Místní ekonomika je založena na zemědělství (chov ryb, rostlinná výroba). Část obyvatel za prací dojíždí mimo obec. V mošavu funguje zdravotní středisko, plavecký bazén, sportovní areály, obchod se smíšeným zbožím, synagoga a mikve.

## Demografie
Obyvatelstvo mošavu je sekulární. Podle údajů z roku 2014 tvořili naprostou většinu obyvatel v Ejn Tamar Židé (včetně statistické kategorie "ostatní", která zahrnuje nearabské obyvatele židovského původu ale bez formální příslušnosti k židovskému náboženství).
Jde o menší obec vesnického typu s dlouhodobě stagnující populací. K 31. prosinci 2014 zde žilo 180 lidí. Během roku 2014 populace stoupla o 1,7 %.
| Rok            | 1983 | 1995 | 2001 | 2003 | 2004 | 2005 | 2006 | 2007 | 2008 | 2009 | 2010 | 2011 | 2012 | 2013 | 2014 |
| -------------- | ---- | ---- | ---- | ---- | ---- | ---- | ---- | ---- | ---- | ---- | ---- | ---- | ---- | ---- | ---- |
| Počet obyvatel | 71   | 164  | 138  | 144  | 149  | 153  | 163  | 165  | 156  | 174  | 174  | 184  | 166  | 177  | 180  |